# Liste der denkmalgeschützten Objekte in Poggersdorf
Die Liste der denkmalgeschützten Objekte in Poggersdorf enthält die 10 denkmalgeschützten, unbeweglichen Objekte der Gemeinde Poggersdorf.

## Denkmäler
| Foto  |                 | Denkmal | Standort                                                | Beschreibung | Metadaten |
| ----- | --------------- | --- | ------------------------------------------------------- | --- | --- |
| ja    | Datei hochladen | Kath. Filialkirche St. Martin in Leibsdorf HERIS-ID: 16699 Objekt-ID: 12966                                              | bei Hauptstraße 29 Standort KG: Leibsdorf               | Die romanische Chorturmkirche wurde spätgotisch verändert. An der Tür sind noch spätgotische Beschläge. Die Christophorusdarstellung an der Südfassade stammt etwa von 1520. Im Chor ist eine gotische Sakramentsnische mit gotischem Eisengitter und vier barocken Holzleuchtern. Die drei Altäre stammen aus dem 2. Viertel des 18. Jahrhunderts. | BDA-Hist.: Q37825935 Status: § 2a Stand der BDA-Liste: 2025-06-30 Name: Kath. Filialkirche St. Martin in Leibsdorf GstNr.: .68 Filialkirche hl. Martin in Leibsdorf, Poggersdorf                                              |
| ja    | Datei hochladen | Befestigung Heidenschloss HERIS-ID: 16701 Objekt-ID: 12968                                                               | Puberschka Gmana Standort KG: Pubersdorf                | Wallanlage auf flacher Anhöhe am Ost-Ufer der Gurk, nahe heute noch wichtiger Straßenverbindungen, in der Hallstattzeit errichtet, in den Napoleonischen Kriegen bei Gefechten im Osten Klagenfurts wiederverwendet. Erdwall drei Meter hoch und 10 Meter breit mit Graben an der Außenseite, umschließt annähernd rechteckige Fläche von zirka 900 Quadratmetern im Norden, Osten und Süden und nach Westen durch Steilabfall geschützt. | BDA-Hist.: Q37826099 Status: Bescheid Stand der BDA-Liste: 2025-06-30 Name: Befestigung Heidenschloss GstNr.: 1/4, 1/5 Wallanlage Heidenschloss Pubersdorf                                                                    |
| ja    | Datei hochladen | Kath. Pfarrkirche St. Jakob in Poggersdorf HERIS-ID: 16698 Objekt-ID: 12965                                              | Standort KG: Pubersdorf                                 | Die Kirche stammt im Kern aus dem 12./13. Jahrhundert und wurde gotisch (Chorturm, um 1550; Rautensternrippengewölbe im Chor; Sakristeianbau) und barock (Tonnengewölbe im Kirchenschiff; Vorhalle) verändert. Die Seitenaltäre stammen aus dem 17. Jahrhundert, der Hauptaltar ist mit 1754 bezeichnet. Kanzel und neobarocke Figuren an den Altären stammen aus dem frühen 20. Jahrhundert. | BDA-Hist.: Q586677 Status: § 2a Stand der BDA-Liste: 2025-06-30 Name: Kath. Pfarrkirche St. Jakob in Poggersdorf GstNr.: .24 Pfarrkirche Poggersdorf                                                                          |
| ja    | Datei hochladen | Gurkkraftwerk Rain II – Kraftwerk Gurk der Stadtgemeinde Klagenfurt HERIS-ID: 16702 Objekt-ID: 12969                     | Rain 10 Standort KG: Pubersdorf                         | Das Kraftwerk in dem 1898 bis 1901 von Ackermann & Madile errichteten neoklassizistischen Gebäude an der Gurk ist seit 1902 in Betrieb. Es verfügt über vier Francis-Turbinen zu je 1500 PS aus der Zeit der Monarchie. | BDA-Hist.: Q37826111 Status: Bescheid Stand der BDA-Liste: 2025-06-30 Name: Gurkkraftwerk Rain II - Kraftwerk Gurk der Stadtgemeinde Klagenfurt GstNr.: .52                                                                   |
| ja    | Datei hochladen | Kath. Filialkirche hl. Ruprecht HERIS-ID: 16705 Objekt-ID: 12972                                                         | Eiersdorf Standort KG: Windisch St. Michael             | Die kleine spätgotische Kirche aus der zweiten Hälfte des 15. Jahrhunderts steht auf einem felsigen Hügel. Sie hat ein steinplattlgedecktes Schiff, einen erhöhten Chor mit 3/8-Schluss, einen hohen Nordturm über der Sakristei mit Pyramidenhelm, und einen holzschindelgedeckten barocken Vorbau mit gratigem Kreuzgewölbe. 1995 wurde bei der Restaurierung der Turmfassaden bemerkenswerter Dekor vom Anfang des 16. Jahrhunderts mit mehrfarbigen Eckquadern, einem Zackenfries und Sonnensymbolen freigelegt und rekonstruiert. Profiliertes Kielbogenportal und großer Opfertisch. Über dem südseitigen Chorfenster reliefiertes gotisches Kreuz; an der Nord-Seite des Chores Spuren einstiger Bemalung. An der Nord-Wand des Langhauses breiter Stützpfeiler, an der Süd-Seite großes spätgotisches Christophorusfresko um 1520. 1993 Restaurierung. An der West-Wand der Vorhalle eingemauerte römerzeitliche Grabinschrift für Quartus und Sexta (CIL III, 11591). | BDA-Hist.: Q37826286 Status: § 2a Stand der BDA-Liste: 2025-06-30 Name: Kath. Filialkirche hl. Ruprecht GstNr.: .91 Filialkirche hl. Ruprecht, Eiersdorf (Poggersdorf)                                                        |
| ja    | Datei hochladen | Keltisch-/Römischer Tempelbezirk Wabelsdorf HERIS-ID: 112168 Objekt-ID: 130237                                           | Keltenstraße 4 Standort KG: Windisch St. Michael        | 1930 beim Bau der Volksschule im Nordosten des Ortes entdeckt, 1947 mittels Suchschnitten freigelegter Heiliger Bezirk; bisher einziges in Österreich bekanntes Heiligtum des Genius cucullatus, einer in vorrömischer Tradition stehenden keltischen Schutzgottheit und Kapuzendämon. Den Keramikfunden nach wird der Sakralbezirk in das 1. Jahrhundert vor bis ins 4./5. Jahrhundert nach Christus datiert; sechs einfache Kapellenbauten in einem ummauerten, polygonalen Hof. Zum Heiligen Bezirk gehörten ferner zwei Brunnen, tiefe Rundzisterne im Hofbereich und großer Bassinbrunnen im Norden der Anlage, durch ein Dach auf sechs Pfosten geschützt. 1936 etwa 200 Meter östlich der Schule Freilegung römischer Grabbau mit Brandbestattung 1. Jahrhundert mit Grabinschrift sowie Körpergräber 4. Jahrhundert. 1937 in unmittelbarer Nähe urnenfelderzeitliches (Hallstatt A) Grab. In der Nähe des Heiligtums gleichzeitiges Gräberfeld und älterer Friedhof.   | BDA-Hist.: Q37829062 Status: Bescheid Stand der BDA-Liste: 2025-06-30 Name: Keltisch-/Römischer Tempelbezirk Wabelsdorf GstNr.: 1598, 1615/2, 1616/1, 1616/4, 1616/5, 1616/6, 1617/1, 2443                                    |
| ja BW | Datei hochladen | Bettlerkreuz HERIS-ID: 16918 Objekt-ID: 13186                                                                            | Landesstraße Standort KG: Windisch St. Michael          | Südlich von Wabelsdorf, an der Bundesstraße gelegen. Bildstock, vermutlich 17. Jahrhundert, mit kunstvollem Schindeldach mit Laterne. | BDA-Hist.: Q37833134 Status: Bescheid Stand der BDA-Liste: 2025-06-30 Name: Bettlerkreuz GstNr.: 2357/2 |
| ja    | Datei hochladen | Kath. Filialkirche St. Egydius in Linsenberg HERIS-ID: 16706 Objekt-ID: 12973                                            | östlich Linsenberg 12 Standort KG: Windisch St. Michael | Die spätgotische steinplattlgedeckte Kirche mit hohem Schiff hat einen schlanken Sakristeiturm und eine offene Vorhalle. Der Chor ist sternrippengewölbt. Zur Einrichtung zählen Hochaltar (Anfang 18. Jahrhundert), Seitenaltäre und ein gotischer Taufstein. | BDA-Hist.: Q37826326 Status: § 2a Stand der BDA-Liste: 2025-06-30 Name: Kath. Filialkirche St. Egydius in Linsenberg GstNr.: .13 Filialkirche hl. Egydius, Linsenberg, Poggersdorf                                            |
| ja    | Datei hochladen | Kath. Filialkirche St. Georg zu Wabelsdorf HERIS-ID: 16707 Objekt-ID: 12974                                              | Senatorenstraße Standort KG: Windisch St. Michael       | Die kleine Kirche hat ein romanisches Langhaus, einen eingezogenen gotischen Chor und eine offene Vorhalle aus dem 17. Jahrhundert. Bemerkenswert sind der gemauerte sechseckige Dachreiter mit gotischen Maßwerkfenstern und das Netzrippengewölbe im Chor. Im Chor (Georgslegende) und an der Triumphbogenwand (Jüngstes Gericht) befinden sich Fresken aus dem 15. Jahrhundert. Hochaltar und Seitenaltäre stammen aus der zweiten Hälfte des 17. Jahrhunderts. | BDA-Hist.: Q37826343 Status: § 2a Stand der BDA-Liste: 2025-06-30 Name: Kath. Filialkirche St. Georg zu Wabelsdorf GstNr.: .67 Filialkirche hl. Georg, Wabelsdorf, Poggersdorf                                                |
| ja    | Datei hochladen | Kath. Pfarrkirche St. Michael in Windisch St. Michael und Kirchhofmauer mit sog. Karner HERIS-ID: 16704 Objekt-ID: 12971 | Standort KG: Windisch St. Michael                       | In erhöhter Lage, von Friedhofsmauer umgeben. Spätgotischer, mit Steinplattln gedeckter Bau mit mächtigem Nord-Turm: spitzbogige Schallöffnungen, Spitzhelm; leicht eingezogener, mit dem Langhaus gleich hoher Chor mit 5/8-Schluss. Strebepfeiler nur am Chor, Maßwerkfenster an Chor und Langhaus-Süd-Seite. 1994 Neueindeckung mit Steinplattln. Westlich barocke Vorhalle erste Hälfte des 17. Jahrhunderts, Gotisches West-Portal mit 1627 eingefügtem Schlussstein, Wappen des Propstes von Völkermarkt (Gentilotti). Tür mit Bandbeschlägen. An der Süd-Seite spätgotischer Christophorus, Fragment. | BDA-Hist.: Q37826240 Status: § 2a Stand der BDA-Liste: 2025-06-30 Name: Kath. Pfarrkirche St. Michael in Windisch St. Michael und Kirchhofmauer mit sog. Karner GstNr.: .42 Pfarrkirche St. Michael ob der Gurk (Poggersdorf) |